# Tylwyth Waff
Tylwyth Waff  es un personaje de la saga de novelas de ciencia ficción Dune, de Frank Herbert. Aparece en Herejes de Dune como Mahai de la Bene Tleilax, su líder supremo.

## Referencia bibliográfica
- Frank Herbert, Herejes de Dune. Ediciones Debolsillo: Barcelona, 2003. ISBN 978-84-9759-731-9

- Datos: Q3546057